# Brotogeris chrysoptera
Il parrocchetto alidorate (Brotogeris chrysoptera (Linnaeus, 1766)) è un uccello della famiglia degli Psittacidi.

## Descrizione
Affine al parrocchetto mentoarancio, di taglia attorno ai 16 cm, caratterizzato dalla banda alare blu e gialla.

## Distribuzione e habitat
Vive in Bolivia, Guyana, Guyana francese, Suriname, Brasile e Venezuela.

## Tassonomia
Sono note 5 sottospecie tutte simili tra loro (B. c. chrysoptera, B. c. tuipara, B. c. chrysosema, b. c. solimoensis, B. c. tenuifrons)

## Allevamento
Molto raro in cattività.